# 鄭子誠
鄭子誠（英語：Timothy Cheng Tse Sing，1963年5月21日—），香港男演員及香港電台唱片騎師，同時為香港無綫電視基本藝人合約兼邵氏兄弟藝員。由於其聲線雄厚，經常為電視廣告及節目作旁白，有「音樂情人」的稱號，亦因經常在電視劇中飾演反派或有陰謀的奸角而被網民稱為「完美奸人」及「陰謀誠」。其妻子為香港電台節目主持劉倩怡。曾在無綫電視舉行的《萬千星輝頒獎典禮2018》上獲得「專業演員大獎」。

## 背景

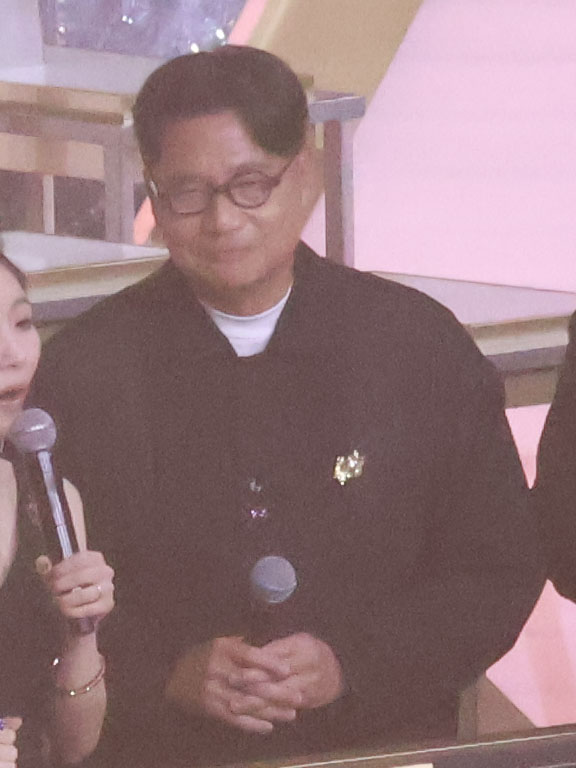
2023年5月6日，參與在香港體育館舉行的《廣播九十五周年十大中文金曲》頒獎典禮

鄭子誠畢業於德信學校，中學曾就讀於中華基督教會銘基書院，及後轉到香港國際學校入讀預科，並於1980年前往加拿大多倫多升讀大學設計系，主修時裝及採購，曾在當地擔任過多元文化電台唱片騎師和櫥窗時裝設計師。據他自述，他喜歡收藏大量黑膠唱片，當時又沒有「迷你倉」一類的服務，便想到藉任職唱片騎師之便，在電台存放一些私人珍藏。另一方面他曾於加拿大與三位朋友購買時段經營小型電台；1987年至1989年間因為所用頻道局限於某些區域，未能回本，結果結束經營。1990年，他為了接觸更多電台華人觀眾，在朋友介紹下由加拿大返回香港，與當時在香港電台任職節目監製的何錦華見面，再被何氏推薦給港台另一節目監製伍曼儀，自此於香港電台發展。鄭子誠入職港台初期負責幫助香港電台第二台台長張文新撰寫英文信件，後來唱片騎師胡啟榮在1991年離職，張文新邀請鄭子誠於香港電台擔任《夜半一點鐘》的行政工作，1993年鄭子誠獲亞洲電視挖角，任職亞洲電視對外事務部副總監，約半年後發覺自己不夠經驗勝任而離職。鄭子誠離職亞視後與朋友合資經營櫥窗陳設生意，但半年後適逢港台DJ陳海琪轉職商台，她負責的節目《海琪的天空》有一個崗位出缺，張文新於是邀請鄭子誠返回港台頂上主持《今夜真情》。
1990年代中，倪秉郎有意把《今夜真情》由星期一至五時段調到週末其中一日播放，當時《今夜真情》另一位主持，鄭子誠的女友劉倩怡因此而離職，鄭子誠亦一度萌生退出念頭。當年有線電視剛成立不久，鄭子誠被任職配音的友人推介為有線電視的紀錄片配音，又擔任過節目主持如《現代軍事奧秘》，前後一年多。到了1996年，他通過劉倩怡協助聯絡上無綫電視藝員科，未幾加入擔任《城市追擊》突發組外景主持，主要追訪鄧家爭產事件，翌年，本來基於不喜歡以好奇心態追訪他人家事的他想提出解約，卻在一次觀看洪金梅(祥嫂)飯盒食物的採訪期間展露了假裝雀躍的表情，被《真情》監製徐遇安看上。後得到機會加入《真情》劇組飾演反派角色李子浩，最終角色一炮而紅，於往後劇集不時飾演反派，形象深入民心。即使於近年《舌劍上的公堂》、《跳躍生命線》等劇集並非飾演反派，但不時有觀眾認為其角色最後必定「變奸」，更惹來網上一時熱話。
鄭子誠為基督徒，除了電視幕前演出及電台播音，他亦經常參與分享見證活動，為教會節目配音。他現在每星期有五個晚上，均於香港電台第二台主持電台節目《音樂情人》，亦同為多個香港電台節目配音及旁述。間中在無線的節目中擔任旁白，有“靓声”的评价。他主持《音樂情人》的原因源於馮偉棠在2005年獲晉升為香港電台第二台台長。由於工作繁重，他唯有交棒予同樣擁有磁性聲線的鄭子誠。而基於這個天賦才能，不少廣告商均邀請他為廣告配音，例如護膚品廣告、樓盤廣告等，觀眾可在多個廣告中聽到他的聲音。據其本人於《今日VIP》節目中表示，每次為廣告配音之前，他都先問清楚廣告的背景音樂以配上合適的聲線。
2018年12月16日，於《萬千星輝頒獎典禮2018》獲頒「專業演員大獎」，以表揚其多年來於無綫電視所作出之演藝成就。

## 演反派引來一時熱話
自九十年代中期加入無綫電視後，鄭子誠經常在電視劇中飾演反派，並且演出得入木三分，深入民心。早在2008年，他在處境喜劇《同事三分親》醫生角色形象健康，但還是有人對他說︰「你一定會害死你（在劇中）的爸爸和弟弟！」

2012年10月，有香港網民發起評論鄭子誠反派形象，認為電視劇中的鄭子誠一切行為背後一定有大陰謀，例如扶阿婆過馬路會把她推向貨車底輾死，做慈善節目時叫人捐錢的時侯其實在後面策劃驚天大劫案等。角色在劇集開端並無異樣，觀眾認為最後還是會變成反派，又指他劇中無惡不作，而且表情「陰濕」（奸險）。有網民表示看見他的樣子已畏懼，更戲言給他一個「正評」求鄭子誠不要來對付他，更封其為「完美奸人」，奠定一代奸人地位。結果討論引來一時熱話，獲得多份報章訪問探討，可見其演技受到廣大認同。對於評論，鄭子誠受報章訪問說：「件事不太負面，只是針對角色背後的陰謀，自己反而受寵若驚，那麼多人可以花時間討論，真是無言感激。」後來，鄭在電台主持節目《音樂情人》回應指自己並無陰謀，只是想播歌。
2018年，因網上重播其在2010年播映的劇集《讀心神探》中「有錢真係大晒（字幕為:有錢真係為所欲為）」的對白而在中港兩地爆紅。
而在2020年播出的《殺手》，飾演金牌殺手Zero的經理人陳查理一角，搞笑而又帶點正氣的演出，令一衆網民喜出望外。

## 個人生活
鄭子誠的第二任妻子為香港電台節目主持劉倩怡，他們在1995年邂逅，並於2003年9月23日結婚。兩人婚後沒有生兒育女。他與前妻育有一子。

## 演出作品

### 電視劇（無綫電視）
粗體字為在該劇中飾演反派角色
| 首播         | 劇名                           | 角色                     | 備註                                                                                           |
| 1995至1997年 | 真情                           | 李子浩（子浩）、（光仔） | 入圍1997年度萬千星輝賀台慶「最厭惡角色演繹大獎」                                               |
| 1997年       | 廉政追緝令                     | David                    |                                                                                                |
| 1998年       | 烈火雄心                       | 劉海逸（Marco）          |                                                                                                |
| 1999年       | 寵物情緣                       | Ken                      |                                                                                                |
| 1999年       | 刑事偵緝檔案IV                 | 劉健生                   |                                                                                                |
| 1999年       | 全院滿座                       | 趙興國                   |                                                                                                |
| 1999年       | 反黑先鋒                       | 陳家華                   |                                                                                                |
| 1999年       | 鑑證實錄II                     | 郭偉成                   |                                                                                                |
| 2000年       | 生命有TAKE2                    | 劉仲年                   | 於1998年海外發行，2000年翡翠台播映                                                             |
| 2000年       | 夢想成真                       | 梁恩東                   |                                                                                                |
| 2000年       | 醫神華佗                       | 李問                     |                                                                                                |
| 2001年       | 娛樂反斗星                     | 謝英俊                   | 於2000年海外發行，2001年翡翠台播映                                                             |
| 2001年       | 公私戀事多                     | 唐伯文                   |                                                                                                |
| 2001年       | 封神榜                         | 商紂王                   |                                                                                                |
| 2002年       | 洛神                           | 司馬懿                   |                                                                                                |
| 2002年       | 流金歲月                       | 周學倫                   |                                                                                                |
| 2002年       | 絕世好爸                       | 雷力                     |                                                                                                |
| 2002年       | 雲海玉弓緣                     | 乾隆                     |                                                                                                |
| 2003年       | 繾綣仙凡間                     | 宋蒼舒                   | 於2002年海外發行，2003年翡翠台播映                                                             |
| 2003年       | 衛斯理                         | 鄭保雲                   |                                                                                                |
| 2003年       | 律政新人王                     | 張律師                   |                                                                                                |
| 2003年       | 非常外父                       | 陳志誠                   |                                                                                                |
| 2003年       | 俗世情真                       | 蔡立本                   |                                                                                                |
| 2004年       | 棟篤神探                       | 何子敬                   |                                                                                                |
| 2004年       | 楚漢驕雄                       | 雍齒                     | 入圍2004年度萬千星輝賀台慶「飛躍進步男藝員」                                                   |
| 2004年       | 翡翠戀曲                       | 鄺律師                   |                                                                                                |
| 2004年       | 天涯俠醫                       | 梁家仁                   |                                                                                                |
| 2005年       | 奇幻潮                         | 陳校長（第13集）         |                                                                                                |
| 2005年       | 窈窕熟女                       | 簡偉健（Ken）            |                                                                                                |
| 2005年       | 妙手仁心III                    | 王國彬                   | 入圍2005年度萬千星輝賀台慶「最佳男配角」                                                       |
| 2006年       | 謎情家族                       | 李                       | 於2003年海外發行，2006年翡翠台播映                                                             |
| 2006年       | 心理心裏有個謎                 | 劉耀富                   |                                                                                                |
| 2006年       | 追魂交易                       | 陳廣生                   |                                                                                                |
| 2006年       | 鐵血保鏢                       | 孫三豹                   |                                                                                                |
| 2006年       | 潮爆大狀                       | 程志傑                   |                                                                                                |
| 2006年       | 法證先鋒                       | 陳廣                     |                                                                                                |
| 2006年       | 鳳凰四重奏                     | 何保泰                   |                                                                                                |
| 2006年       | 愛情全保                       | Donald                   |                                                                                                |
| 2007年       | 同事三分親                     | 言為本                   |                                                                                                |
| 2007年       | 學警出更                       | 葉新                     |                                                                                                |
| 2008年       | 金石良緣                       | 董家祥（Hugo）           |                                                                                                |
| 2008年       | 原來愛上賊                     | 韓英杰                   |                                                                                                |
| 2008年       | 搜神傳                         | 玉衡子                   |                                                                                                |
| 2009年       | 廉政行動2009                   | 何國明                   |                                                                                                |
| 2009至2010年 | 畢打自己人                     | 周政名（Ryan）           |                                                                                                |
| 2010年       | 天天天晴                       | 馬浩文（Edmond）         |                                                                                                |
| 2010年       | 讀心神探                       | 梁永泰（太子）           |                                                                                                |
| 2011年       | 隔離七日情                     | 陶啟富（Franco）         |                                                                                                |
| 2011年       | 你們我們他們                   | 玲父                     |                                                                                                |
| 2011年       | 法證先鋒III                    | 錢茂林（Hilbert）        |                                                                                                |
| 2011年       | 天與地                         | 何展衡（Jason）          |                                                                                                |
| 2012年       | 拳王                           | 黃百德                   |                                                                                                |
| 2012年       | 衝呀！瘦薪兵團                 | 賈波平（Bosco）          |                                                                                                |
| 2012年       | 怒火街頭2                      | 莊正洪                   |                                                                                                |
| 2012年       | 幸福摩天輪                     | 姜烈（姜爺）                 |                                                                                                |
| 2012年       | 法網狙擊                       | 朱定龍                   |                                                                                                |
| 2013年       | 初五啟市錄                     | 張耀祖                   |                                                                                                |
| 2013年       | 鳳舞香羅                       | 胡卓夫                   |                                                                                                |
| 2013年       | 情逆三世緣                     | 鍾志麒                   |                                                                                                |
| 2013年       | 巨輪                           | 王鑑豪（K.O.Sir）        |                                                                                                |
| 2013年       | 舌劍上的公堂                   | 蘇準                     |                                                                                                |
| 2014年       | 廉政行動2014                   | 徐兆山                   |                                                                                                |
| 2014年       | 愛我請留言                     | 電台DJ                   | 客串                                                                                           |
| 2014年       | 點金勝手                       | 崔錦發（發師）           |                                                                                                |
| 2013至2016年 | 愛·回家 (第一輯)(2013至2015年) | 守雲開                   |                                                                                                |
| 2013至2016年 | 愛·回家 (第二輯)(2016年)       | 守雲開                   | 客串大結局，於第994集再次登場                                                                  |
| 2015年       | 四個女仔三個BAR                | 任雋燁（Duncan）         | 入圍萬千星輝頒獎典禮2015「最佳男配角」 入圍TVB 馬來西亞星光薈萃頒獎典禮2015「最喜愛TVB男配角」 |
| 2015年       | 華麗轉身                       | 葉佳耀                   |                                                                                                |
| 2015年       | 收規華                         | 呂國                     |                                                                                                |
| 2015年       | 張保仔                         | 楊濤國                   |                                                                                                |
| 2016年       | 愛情食物鏈                     | 劉利高（Regal）          |                                                                                                |
| 2016年       | 潮流教主                       | 潘世棟                   |                                                                                                |
| 2016年       | 廉政行動2016                   | 雷建明                   |                                                                                                |
| 2016年       | 為食神探                       | 高仁                     |                                                                                                |
| 2016年       | 幕後玩家                       | 曾誠樂                   |                                                                                                |
| 2017年       | 我瞞結婚了                     | Dr. Kingson Wu           |                                                                                                |
| 2017年       | 全職沒女                       | 公孫奮鬥                 |                                                                                                |
| 2017年       | 超時空男臣                     | 張誠                     | 入圍萬千星輝頒獎典禮2017「最佳男配角」                                                         |
| 2017年       | 同盟                           | 柳澤成                   |                                                                                                |
| 2017年       | 燦爛的外母                     | 張彼得                   |                                                                                                |
| 2017年       | 老表，畢業喇！                 | 鄭至誠                   |                                                                                                |
| 2017年       | 誇世代                         | 莫展翔                   |                                                                                                |
| 2017年       | 溏心風暴3                      | 劉松基                   | 客串第5集                                                                                      |
| 2018年至今   | 愛·回家之開心速遞              | 張軍屈原                 | 第274、497集第2302集                                                                           |
| 2018年       | 平安谷之詭谷傳說               | 賈東陽                   |                                                                                                |
| 2018年       | 翻生武林                       | 孔雜                     |                                                                                                |
| 2018年       | 跳躍生命線                     | 邢峰                     |                                                                                                |
| 2018年       | 兄弟                           | 展國鋒（Raymond）        |                                                                                                |
| 2019年       | 白色強人                       | 游國棟（Ivan）           |                                                                                                |
| 2019年       | 丫鬟大聯盟                     | 裘正                     |                                                                                                |
| 2020年       | 大醬園                         | 萬啟石                   |                                                                                                |
| 2020年       | 法證先鋒IV                     | 賀立維（Louis）          |                                                                                                |
| 2020年       | 殺手                           | 陳查理（Charlie）        | 入圍萬千星輝頒獎典禮2020最佳男配角                                                             |
| 2021年       | 伙記辦大事                     | 霍晉成                   |                                                                                                |
| 2021年       | 逆天奇案                       | 羅漢民（Benson）         | 第15-16集                                                                                      |
| 2021年       | 七公主                         | 沈昭然                   |                                                                                                |
| 2021年       | 換命真相                       | 英耀華（Marco）          |                                                                                                |
| 2021年       | 拳王                           | 石在林（Woody）          |                                                                                                |
| 2021年       | 愛上我的衰神                   | 司馬崑崙                 |                                                                                                |
| 2022年       | 金宵大廈2                      | 陳喜力／陳獅威           | 第1-2、9集                                                                                     |
| 2022年       | 廉政行動2022                   | 李銘忠                   |                                                                                                |
| 2022年       | 回歸光影頌: 神奇的燈泡         | 鄭忠                     |                                                                                                |
| 2022年       | 輕·功                          | 李世舫                   |                                                                                                |
| 2023年       | 新四十二章                     | 邵一算                   |                                                                                                |
| 2023年       | 羅密歐與祝英台                 | 祝仁義                   |                                                                                                |
| 2023年       | 妳不是她                       | Charles                  |                                                                                                |
| 2024年       | 異空感應                       | 范國弘                   |                                                                                                |
| 拍攝中       | 俠醫                           |                          |                                                                                                |

### 電視劇（邵氏兄弟）
| 首播   | 劇名           | 角色   |
| 2020年 | 飛虎之雷霆極戰 | 徐宏業 |
| 2022年 | 飛虎3壯志英雄  | 劉永忠 |

### 電視電影（無綫電視）
| 首播   | 劇名         | 角色     |
| 2003年 | 《鐵翼驚情》 | 恐怖份子 |
| 2004年 | 《妒火線》   | 江Sir    |

### 電視劇（香港電台）
| 首播   | 劇名                        | 角色             |
| 1994年 | 青春的軌跡 - 橙月           |                  |
| 1995年 | 性本善-戰鬥年代             |                  |
| 1997年 | 打工仔                      |                  |
| 1998年 | 普通話親子劇場 - 我愛名牌？ |                  |
| 1999年 | 法門                        | 單頌南           |
| 2001年 | 春風伴我行 - 生死場上的春風 | 教師丈夫         |
| 2001年 | 現代童話                    |                  |
| 2002年 | 教育電視 - 寓意試丹心       |                  |
| 2003年 | 非常平等任務 - 緣來自平等   | 保險公司經理     |
| 2005年 | 非常平等任務 - 免疫沙士     |                  |
| 2006年 | 禁毒檔案：徘徊              | 茵丈夫           |
| 2006年 | 我們一家人                  | 彭先生           |
| 2007年 | 非常平等任務 - 最後的請假   | 平機會主任       |
| 2009年 | 非常平等任務 - 按摩有罪     | 印傭僱主黃先生   |
| 2010年 | 沒有牆的世界                |                  |
| 2010年 | 海關故事                    | 海關特遣隊監督   |
| 2010年 | 火速救兵 - 全城召喚         | 陶國良（良哥）   |
| 2011年 | 廉政行動2011 - 盲目         | 沈展華           |
| 2012年 | 火速救兵II - 同袍           | 彭正（孖七）     |
| 2012年 | 賭海迷徒 - 槍後七天         | 警司李Sir        |
| 2013年 | 非常平等任務 - 觸不到的騷擾 | 酒樓經理林先生   |
| 2014年 | 社企有道 II                 | 劉先生           |
| 2015年 | 證義搜查線3：超級偶像       | 方Sir            |
| 2015年 | Bank 友講呢Ｄ               | 主持人           |
| 2016年 | 申訴五分鐘                  | 李區長           |
| 2016年 | 私隱何價 II                 | 私隱專員公署員工 |
| 2018年 | 火速救兵IV - 兄弟 （一）    | 彭正（孖七）     |

### 電影
| 首播   | 片名                            | 角色               |
| 1999年 | 心動                            | 中年林浩君（配音） |
| 2000年 | 鎗王                            | Joe（配音）        |
| 2009年 | 流浪漢世界盃                    | Sam                |
| 2011年 | 關雲長                          | 王植（配音）       |
| 2013年 | 重口味                          | 萬華標/子浩        |
| 2013年 | 溝女不離三兄弟                  | 寶老師             |
| 2015年 | 赤道                            | 香港消防處代表     |
| 2015年 | 猛龍特囧                        | 劉律師             |
| 2016年 | 使徒行者                        | 林東友             |
| 2018年 | L風暴                           | 林希聖             |
| 2020年 | 拆彈專家2                       | 陳Sir              |
| 2023年 | 初心大盜 （页面存档备份，存于） | Patrick            |

### 節目旁白（無綫電視）
- 我們的波叔
- 蒲松齡
- 世界文化遺產（第三輯）
- 水之源
- 細說新馬
- 人間絕色
- 奇蹟小店
- 一個好人
- 去到邊食到邊
- 中年好聲音3之大灣區新馬PK戰

### 節目旁白（香港電台）
- 法證如山

＊生命激流
＊鐵窗邊緣
＊非常平等任務
＊一念之間
＊醫護人生
＊識食新人類
＊鏗鏘集
＊執法群英
＊春風伴我行
＊燃眉時刻
＊性本善
＊獅子山下
- 美女與野獸
- 集體回憶60年代
- 傑出華人系列
- 香港歷史系列
- 悠然音樂間
- 雙城故事
- 華人移民史 (第二輯及第三輯)
- 七百萬人的先鋒 杜葉錫恩
- 生存之道
- 漁戰在弦
- 大自然大不同(第一,二輯)
- 文化故宮系列

### 電台節目
- 《大自然之聲》
- 《音樂情人》（2005年起主持至今）
- 《輕談淺唱不夜天》
- 《今夜真情》（張小嫻擔任客席主持）
- 《警訊》
- 《有聲好書》
- 《閒話武林》

### 廣播劇
- 《城南舊事》飾 英父
- 《艷陽牡丹》飾 徐達民
- 《海棠紅》飾 陸飛鷹
- 《共赴一生浪漫》飾 何敬桐
- 《無歌的幽谷》飾 陳信志
- 《深情舞台》飾 龍浩
- 《冰點》飾 林靖夫
- 《中華五千年》飾 康熙
- 《鹿鼎記》飾 順治
- 《摘星記》飾 謝征世
- 《伴我成長》飾 軒父
- 《歸》飾 李永忠
- 《風蕭蕭》飾 梅武
- 《煙壼》飾 壽明
- 《賴布衣傳奇之神龍奇穴》飾 葉李
- 《愛情雞尾酒》飾 宏志
- 《醫聖李時珍》飾 李時珍
- 《如何說再見》飾 李育台
- 《香雪海》飾 關大雄
- 《假夢真淚》飾 鄧志能
- 《夜之女》飾 郭先生
- 《艷陽天》飾 李智泉
- 《擁抱寂寞》飾 何征世
- 《盼望》飾 王旭之
- 《伴我同行》飾 林旭
- 《最後的溫柔》（嚴沁作品）飾 梁君杰（其妻劉倩怡飾 章亦俊）
- 《廿年》飾 劉全有

### 預告旁白
- 紫禁驚雷
- 來自喵喵星的妳
- 中年好聲音登峯之戰
- 慈善星輝仁濟夜(2024)

### 廣告
- 2017年 Expedia
- 2018年 心動網絡 (中國) [10] (伙拍梁健平)
- 2021年 三國志
- 2023年 AXA安盛
- 2023年 太吾封神榜 (伙拍溫碧霞)
- 2024年 卓營方 強心血樂通
- 2024年 水務署 舉報濫收水費

### 廣告旁白
- 星之谷按揭轉介
- 聯合航空
- 維他純蒸餾水
- 好立克
- 淘大點心
- 東芝電器
- 麥當勞
- 尼康
- 香港駕駛學院
- 香港吸煙與健康委員會
- 香港旅遊發展局
- 香港機場管理局
- 美國雅培
- AIG信用卡
- 大班
- 聖安娜餅屋
- 地鐵

- 九廣鐵路
- 九倉電訊
- Mccafe
- OSIM
- 必理痛
- 吉列男士
- 高露潔
- Madhead時空之門
- 舒適達牙膏
- 黑人牙膏
- Wii
- SK-II
- 衛生署
- AXA保險
- 英國保誠保險
- 美素佳兒
- 港龍航空
- 維特健靈
- L'Oreal paris
- 日立電器
- KFC
- 勞工處
- 申訴專員公署
- 滙豐保險
- 香港上海滙豐銀行
- clariol草本精華
- 少女前線(韓服)
- SEA TO SKY[11]
- 泓景臺
- Electrolux
- 密利拿莊園（澳門）
- 中華電力-天更藍
- G-Niib Immunity Pro
- 七海健絡
- PANTENE
- 黑妹牙膏
- 奇華餅家
- 慈惠基金
- 房屋局
- 惠氏
- CLEAR
- 美贊臣
- 利肝素
- 白兔牌快眠睛
- 暉致
- 競選事務委員會
- Tre-semme
- BCT銀聯集團
- 安記海味
- 廉政公署
- 沈天河
- 百福
- 農本方
- 香港消防處
- 善存
- 噴射飛航
- 億世家
- 佳存
- 加德士
- JVC
- 香港天文台
- 農夫山泉

### 匯演電台配音收聽
- 2004年「旅遊事務署 - 幻彩詠香江」
- 2005年 「旅遊事務署 - 幻彩詠香江」

### 其他演出
| 年份   | 名稱                                                 | 備註                     |
| 1995年 | 香港高級程度會考1995 中國語文及文化科 試卷三聆聽理解 | 香港考試局(聲演：鄭老師) |
| 2009年 | 霎時感動                                             |                          |
| 2014年 | 廉政公署 (紀錄片)                                    | 中國新華電視控股有限公司 |
| 2015年 | 六點半左右新聞報道                                   | 毛記電視                 |
| 2015年 | 犬時代                                               | 毛記電視                 |
| 2015年 | Sunday靚聲王                                         |                          |
| 2015年 | 網絡挑機                                             |                          |
| 2016年 | J2靚聲王                                             |                          |
| 2016年 | 夢想車華                                             |                          |
| 2016年 | 啱數                                                 | Supper Moment MV         |
| 2017年 | 最緊要好好玩 消暑版                                  |                          |
| 2018年 | 認真如初                                             | 陳柏宇新歌 MV            |
| 2020年 | 港台電視模擬電視廣播終止告別卡                       | 僅為中文部分配音         |

### 訪問節目
| 年份                         | 節目                            |
| 2013年1月11日、2016年7月14日 | 今日VIP                         |
| 2014年11月30日               | 星期日檔案                      |
| 2017年5月5日                 | 真情康翠瑩 (加拿大中文電台節目) |
| 2018年8月1日                 | (游研社 x 鄭子誠、梁健平節目)   |

## 外部連結
- 香港電台第一台鄭子誠簡介（页面存档备份，存于）
- 香港電台網上節目重溫《音樂情人》（页面存档备份，存于）
- 鄭子誠在香港影庫上的簡介